# Bone Thugs-n-Harmony
Bone Thugs-N-Harmony (раніше B.O.N.E. Enterprises) — американський хіп-хоп-гурт з Клівленда (штат Огайо). Найбільше вона відома своєю швидкою, агресивною манерою читання та легким, м'яким вокалом. У 1997 гурт виграв Греммі" за найкращу пісню «Tha Crossroads» з альбому E. 1999 Eternal. Також у 2007 році Bone Thugs-n-Harmony виграли у номінації «Favorite Rap/Hip-Hop Band, Duo or Group» на премії American Music Awards, а альбом Strength & Loyalty був номінований у номінації — «Favorite Rap/Hip-Hop Album».
Bone Thugs-n-Harmony записувалися з Eazy-E, 2Pac, Big Pun та The Notorious B.I.G. Вони єдиний гурт, який записався з ними, коли ті ще були живі. Наразі вони записуються на своєму лейблі BTNH Worldwide з підтримкою Warner Bros.
About.com поставив їх під № 12 у своєму списку 25 найкращих реп-гуртів усіх часів, а MTV назвав їх «наймелодійнішим хіп-хоп гуртом всіх часів».

## Початок кар'єри

### 1991-1993: Faces of Death
Гурт утворився в 1991 році під назвою Band Aid Boys і складалася з 4 осіб: Krayzie Bone, Layzie Bone, Bizzy Bone та Wish Bone. Їхній перший альбом, Faces Of Death, був випущений у 1993 році, вже під назвою B.O.N.E. Enterpri$e. Після того, до них приєднався Flesh-n-Bone, і зібравши заощадження, вони вирушили до Лос-Анджелеса і пройшли прослуховування телефоном для лейбла Eazy-E Ruthless Records, але так і не дочекалися відповіді. Незабаром після цього Layzie Bone, Krayzie Bone, Wish Bone, Bizzy Bone та Flesh-n-Bone отримали свій перший реальний шанс показувати свій талант, коли Eazy-E зі своїм шоу опинився у їхньому рідному місті Клівленді. Вони зібрали трохи грошей і повернулися до Клівленду. І за лаштунками пройшли прослуховування «в живу» для Eazy, після чого вони на місці уклали контракт із його лейблом Ruthless Records.

## Часи Ruthless Records

### 1994: Creepin on ah Come Up
Протягом кількох тижнів вони працювали в студії над записом свого дебютного альбому на мейджор-лейблі Creepin on ah Come Up, який вийшов у 1994 році і піднявся до 12-го рядка у чарті Billboard 200 і 2-го у чарті Top R&B/Hip-Hop Albums. Фанати хіп-хопу були приголомшені їх новим стилем, і альбом був проданий у кількості понад 2 мільйони копій. RIAA надала альбому 4-х платиновий статус.

### 1995: E. 1999 Eternal
Другий альбом Bone Thugs-N-Harmony під назвою E. 1999 Eternal вийшов 25 липня 1995 року й дебютував на першому місці в чарті Billboard 200, продавши 307,000 копій в перший тиждень. Гурт увійшов в історію з хітовим синглом «Tha Crossroads», який допоміг їм виграти Греммі. Цей альбом поставив Bone Thugs-N-Harmony на карту хіп-хопу. Даний альбом — найбільш комерційно успішний альбом гурту, був чудово зустрінутий критиками та хіп-хоп співтовариствами. Критики були особливо заінтриговані альбомом через здатність Bone Thugs-N-Harmony зменшити банальність, пов'язану з тодішнім гангста-репом, коли цей піджанр став надзвичайно клішованим. E. 1999 Eternal вважається одним із найкращих альбомів хіп-хоп музики. RIAA надала альбому 6-х платиновий статус.
Існували плани щодо співпраці Bone Thugs-N-Harmony з репером Західного узбережжя Тупаком Шакуром над його студійним альбомом під назвою One Nation. Проект зібрав виконавців хіп-хопу з усіх регіонів Америки, таких як Boot Camp Clik, Outkast, Scarface, E-40 тощо. Однак 2Pac був застрелений у вересні 1996 року, тому альбом так і не вийшов. Бутлеги пісень, створених за життя 2Pac, були розповсюджені.

### 1997: The Art Of War
У 1997 році гурт повертається в гру з подвійним альбомом The Art of War. Альбом дебютував на першому місці в чартах, продавши 394,000 копій у перший тиждень. На альбомі було кілька хітових треків, але для подвійного альбому їх виявилося замало. До альбому увійшла «Thug Luv» з Тупаком Шакуром. Промоційні зусилля гурту були послаблені відсутністю Біззі Боуна у відеозаписах альбому та у великих частинах наступного туру та інших виступів. Ця відсутність зрештою підігріла чутки про розрив. Наприкінці 90-х років гурт концентрується на просуванні виконавців, які записуються на їхньому власному лейблі під назвою Mo Thug Records. Bizzy, Krayzie, Layzie та Flesh також випускають успішні сольні альбоми. Альбом був сертифікований як 4-х платиновий.

### 2000: BTNHResurrection
У 2000 році гурт возз'єднується, щоб записати альбом під назвою BTNHResurrection, який мав припинити чутки про їхній розвал. BTNHResurrection — один із найкращих альбомів Bone Thugs-N-Harmony після E. 1999 Eternal, дебютував на другому місці в чартах, можливо, він досяг би ще кращих результатів, якби рекламну кампанію було побудовано краще. Після випуску цього альбому всі члени команди знову починають займатися своєю сольною кар'єрою. RIAA надала альбому платиновий статус.

### 2002: Thug World Order
У 2002 році гурт повертається з новим альбомом під назвою Thug World Order, незважаючи на те, що Flesh-n-Bone перебував у в'язниці за те, що погрожував своєму другу із застосуванням AK-47. У результаті вийшов хороший альбом, але не настільки хороший, як цього очікували фанати Bone Thugs-N-Harmony. Цей альбом, який містить те, що було описано як «політично орієнтовані» пісні, побачив різку зміну тематики та тону гурту. Альбом дебютував на 12 місці чарту Billboard 200, продавши 82,000 копій у перший тиждень, і швидко залишив його, продавши в результаті всього 440,000 копій, навіть не ставши золотим.

## Після Ruthless

### 2006: Thug Stories
У 2006 році гурт випустив свій 6-й студійний альбом, Thug Stories, який був записаний на Koch Records. Вперше гурт випустив альбом не в повному складі (Krayzie Bone, Layzie Bone, Wish Bone). Альбом продався в кількості 38,000 копій першого тижня посівши 25 місце в Billboard 200 і 1 місце в незалежних чартах.

### 2007: Strength & Loyalty і T.H.U.G.S.
Спочатку названий The Bone Thugs Story, Strength & Loyalty був випущений 8 травня 2007 року і був першим релізом гурту на мейджор-лейблі з часів Ruthless Records. Цей альбом вийшов на лейблі Swizz Beatz Full Surface. Платівка дебютувала на 2 місці в чарті Billboard 200, продавши 119,000 копій за перший тиждень. На альбомі були присутні такі гості як Swizz Beatz, Bow Wow, Mariah Carey, The Game, will.i.am, Akon, Twista, Yolanda Adams та Felecia. Альбом отримав золотий статус, з продажами понад 500,000 копій.
Бітмейкерами для альбому виступили Swizz Beatz, Akon, Pretty Boy & Bradd Young, DJ Toomp, Jermaine Dupri, will.i.am, Mally Mall, Neo Da Matrix, Street Radio, The Individuals та Ty Fyffe. Виконавчим продюсером альбому виступив Swizz Beatz. За цей альбом гурт номінували на категорії Найкращий альбом (Rap/Hip-Hop) та Найкращий гурт (Rap/Hip-Hop) на церемонії AMA у 2007 році. Гурт виграв в номінації Найкращий гурт (Rap/Hip-Hop).
У 2007 році також вийшов напівавтобіографічний фільм «I Tried» режисера Річа Ньюі, який досліджував, що могло б трапитися з Bone Thugs-N-Harmony, якби вони не розлучилися з Eazy-E. Layzie, Krayzie і Wish Bone зіграли у фільмі самих себе.
T.H.U.G.S. — це компіляція, що складається з треків, які не увійшли до альбомів BTNHResurrection та Thug World Order. Альбом вийшов 13 листопада 2007 року. Вона була випущена на вже колишньому лейблі гурту Ruthless Records. Незважаючи на те, що альбом втілює старі треки, є деякі помітні зміни: нові біти, продакшн, маніпуляції з голосом і нові назви пісень. На сингл «Young Thugs», був знятий відеокліп.

## Возз'єднання
У листопаді 2007, Layzie Bone повідомив, що він закінчив запис альбому Bone Brothers III спільно з Bizzy Bone, прибравши цим забобони, що гурт не співпрацює один з одним. Також, в інтерв'ю Krayzie Bone повідомив, що хоче, щоб гурт возз'єднався, але треба залагодити деякі питання з рекорд-лейблом.
13 липня 2008 року Flesh-n-Bone був випущений із в'язниці. В інтерв'ю Bizzy Bone сказав, що гурт зараз у повному складі (вперше після дебютного альбому) записує новий альбом під назвою Uni-5. Бітмейкерами будуть Krayzie Bone, Damon Elliott, Tony C, Scott Storch, і можливо Dr. Dre та Akon.

### 2010-2013: Uni5: The World's Enemy і The Art of War: World War III
Uni5: The World's Enemy — восьмий студійний альбом гурту. Він випущений на їх лейблі, BTNH Worldwide за допомогою Warner Brothers Music Group. У лютому 2009 вийшли 2 нових треки — The «Game Ain't Ready» і «Nuff Respect». Як вони повідомили в інтерв'ю, вони не потрапили у фінальну частину альбому. Першим синглом з альбому став «See Me Shine», що вийшов 27 жовтня 2009 року. Альбом мав велику історію переносів дати, і був врешті випущений 4 травня 2010 року.
На початку листопада 2013 року Krayzie Bone сказав у інетрв'ю HipHopDX, що в альбомі Art of War III будуть лише Layzie, Bizzy та Flesh-n-Bone, і що ні він, ні Wish Bone не записували жодного матеріалу для цього альбому. Проте Krayzie і Wish з'явилися на альбомі у формі раніше невиданих треків, які були вирізані з Uni5: The World's Enemy. The Art of War: World War III вийшов 10 грудня 2013 року.

### 2014-сьогодення: New Waves
15 липня 2014 року було оголошено, що Bone Thugs-N-Harmony випустять свій останній альбом у 2015 році. Буде випущено лише один примірник, який буде продано на аукціоні з ціною від 1 мільйона доларів. Гурт також оголосив, що в грудні 2014 року планує провести світове турне по 20 країнах. Наступного дня Krazyie Bone повідомив, що альбом буде називатися E. 1999 Legends. Krayzie заявив, що Bone Thugs-N-Harmony, ймовірно, записали від 75 до 100 пісень з моменту початку роботи над альбомом, який планувався як подвійний диск. Перший диск мав містити виключно вміст Bone Thugs-N-Harmony, без жодних особливостей, і мав включати 18–20 пісень. На другому диску було заплановано участь великої кількості відомих імен, таких як Мерайя Кері, Кендрік Ламар, Філ Коллінз, Віз Халіфа, Drake, A$AP Mob і Linkin Park, а також продакшн від Dr. Dre і DJ U-Neek.
У 2017 році Krayzie Bone і Bizzy Bone оголосили, що випустять довгоочікуваний спільний альбом New Waves під назвою Bone Thugs. Головний сингл альбому «Coming Home» був випущений 24 березня. Krayzie підтвердив, що повний склад гурту Bone Thugs-n-Harmony працює над новим альбомом. New Waves вийшов 23 червня 2017 року і дебютував на 81-му місці в чартах.
2 грудня 2021 року Bone Thugs-n-Harmony змагалися у битві Verzuz із давніми суперниками Three 6 Mafia, де брали участь усі п'ять учасників Bone Thugs і всі четверо ще живих членів мафії в супроводі багатьох гостей, з якими два гурти працювали протягом своєї кар'єри. Під час виконання треків між Bizzy Bone і Three 6 Mafia сталася суперечка. Зупинивши виступ, Bizzy Bone жбурнув пляшку в Juicy J, і сторони почали бійку. Bizzy Bone вивели зі сцени, але незабаром він повернувся та вибачився, і шоу відновилося без інцидентів. Ця подія була високо оцінена як одна з найкращих подій серії на сьогоднішній день, розглядаючись більше як свято олдскульного хіп-хопу, ніж боротьба за першість.

## Дискографія

### Студійні альбоми
- Faces of Death (1993)
- E. 1999 Eternal (1995)
- The Art of War (1997)
- BTNHResurrection (2000)
- Thug World Order (2002)
- Thug Stories (2006)
- Strength & Loyalty (2007)
- Uni5: The World's Enemy (2010)
- The Art of War: World War III (2013)
- New Waves (2017)

### Мініальбоми
- Creepin on ah Come Up (1994)
- Bone 4 Life (2005)